# Laurens van Kuik
Laurens van Kuik ('s Gravenmoer, 4 april 1889 – 's-Gravenhage, 21 maart 1963) was een Nederlands onderwijzer en kunstschilder.

## Levensloop
Van Kuik werd in 1889 in 's Gravenmoer geboren als zoon van de meesterknecht op een scheepstimmerwerf Willem van Kuik en van Adriana Hulst. Hij was aanvankelijk onderwijzer en werd in 1911 kunstschilder. Als kunstenaar was hij een autodidact. In 1913 gaf hij zijn baan als onderwijzer op en verhuisde naar Rotterdam om zich daar te vestigen als kunstschilder. In 1917 richtte hij in Rotterdam, samen met Marius Richters en Bernard Toon Gits en Bernard Canter de kunstenaarsvereniging De Branding op. Zijn vroege werk is enigszins beïnvloed door het kubisme, maar ook door het futurisme en de psychologie. Ook maakte hij abstracte werken naar aanleiding van geluid. Van Kuik exposeerde bij De Branding, maar ook bij De Volstrekt Modernen, De Onafhankelijken, De Anderen en Leidsche Kunstclub De Sphinx.

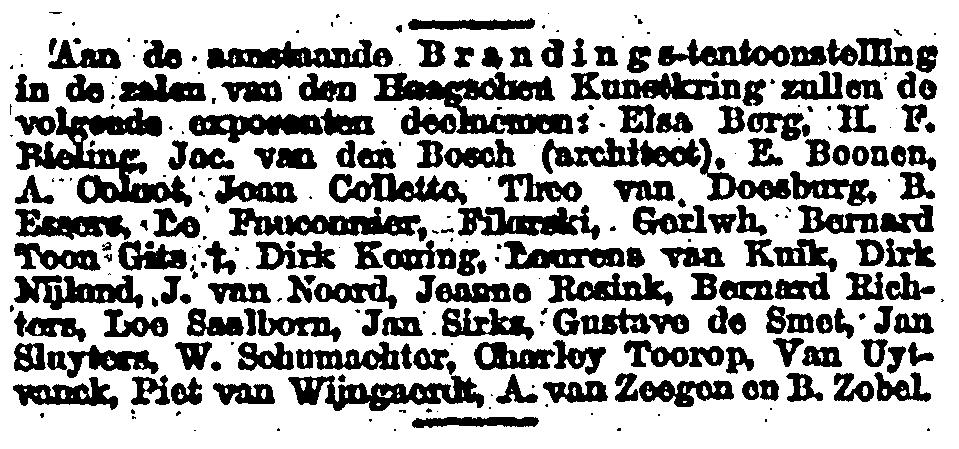
Aankondiging van de tentoonstelling van De Branding. Afkomstig uit de NRC (12 september 1918).

Van Kuik trouwde in 1919 te Amsterdam met Adriana Christina Vliegenthart. Hij overleed in 1963 op 73-jarige leeftijd in Den Haag. Hij werd op 25 maart 1963 begraven op de begraafplaats Eik en Duinen aldaar.

## Werk

### Publicaties
- 'Schilderkunst en ornamentale kunst. Aan Theo van Doesburg', De Nieuwe Amsterdammer (28 juli 1917). Reactie: Theo van Doesburg, 'Schilderkunst en ornamentale kunst? Aan Laurens van Kuik en zijn richtinggenooten', De Nieuwe Amsterdammer (25 augustus 1917).

### Schilderijen
- Zonnebloem, 1913-1920. Olieverf op doek. 81,5 × 57,9 cm (zonder lijst). Utrecht, Centraal Museum.
- De toekomstmens, 1913-1920. Olieverf op doek. 45 × 45,5 cm. Utrecht, Centraal Museum.
- Ik die ben (rode versie), 1916. Olieverf op doek op paneel. 69 × 76,3 cm. Utrecht, Centraal Museum.[2]
- Schilderij 3 (geïnspireerd op de elektrische trams), 1916. Olieverf op doek. 50,8 × 72,5 cm (zonder lijst). Utrecht, Centraal Museum.
- Kop, ca. 1921. Olieverf op paneel. 75 × 64 cm (zonder lijst). Utrecht, Centraal Museum.
- De lallende dwaas, 1926. Olieverf op doek. 80,5 × 60,5 cm (zonder lijst). Utrecht, Centraal Museum.
- Hermafrodiet, 1929. Olieverf op doek. 68 × 60,5 cm (zonder lijst). Utrecht, Centraal Museum.

### Tentoonstelling
- De Branding, 15 september-15 oktober 1918, Haagsche Kunstkring, Den Haag.

- Biografisch Portaal: 85380567
- International Standard Name Identifier: 0000 0004 5285 9183
- Nederlandse Thesaurus van Auteursnamen: 393658295
- RKD-Nederlands Instituut voor Kunstgeschiedenis: 46781
- Virtual International Authority File: 317290941
- WorldCat: E39PBJwRWbDdCCpqDMqjdFptrq